# Théo Lefèvre
Theo Lefèvre (17 de gener de 1914 – 18 de setembre de 1973) va ser un advocat del tribunal de justícia de Gant. El 1946 va ser elegit com a diputat del parlament belga per al partit PSC-CVP. Entre el 25 d'abril de 1961 i el 28 de juliol de 1965 va ser el 39è Primer ministre de Bèlgica.
Théo Lefèvre va ser escollit a la Cambra de Representants el 1946 i hi va continuar fins a 1971, quan va passar al Senat belga (1971-1973). El setembre del 1950 Lefèvre va ser president del PSC-CVP (1950-1961). El desembre del 1958 va ser nomenat ministre d'estat.
El 1961, després de la caiguda del quart govern de Gaston Eyskens i després de les eleccions consecutives, Lefèvre va exercir com a primer ministre del govern de coalició amb els socialistes belgues. Durant aquest període, l'exèrcit belga va intervenir al Congo (Operació Drac Carmín).
Aquest mateix any, el seu govern va haver de regir un incident major que va indignar l'opinió pública belga. Durant llurs vacances a Espanya, el noucasat rei dels Belgues, Balduí va esmorzar amb la seva esposa Fabiola Mora y Aragón al jot del dictador Francisco Franco, tot i que Lefèvre i el ministre de l'Exterior Paul-Henri Spaak (1899-1972) van assajar dissuadir-ne el rei. Hi va participar també Fernando Castiella, militar i col·laborador amb el règim nazi, cosa molt sensible en una època a la qual les ferides de la segona guerra mundial encara eren obertes. No va plaure ni al govern de Lefèvre i ni als seus successors la diplomacia paral·lela del rei, recolzat per Fabiola que mai no va comprendre l'ostracisme contra el seu país i govern. Un rei, que malgrat l'oposició del govern, «sempre va tenir una simpatia tossuda per al poble espanyol i el seu règim polític» i una reina «entristida» per les «falses acusasions contra el seu país» en plena dictadura.
El govern de Lefèvre tenia una forta oposició i la reforma de la part salut de la securitat social només va reeixir a causa de grans concessions fetes pel govern. Tenint un fort rebuig popular, Lefèvre va perdre les eleccions de 1965 i va ser exclòs del proper govern, el qual era un govern de coalició de demòcrates-cristians i liberals.
El 1968 Lefèvre va ser una altra vegada inclòs al cinquè govern dirigit per Gaston Eyskens (Eyskens V) com a ministre sense carpeta, encarregat de la política científica (1968-1972). El 1972,al govern «Eyskens VI», va esdevenir secretari d'estat per a la política científica (gener de 1972 - gener de 1973).